# Штефан при Требњем
Штефан при Требњем (словен. Štefan pri Trebnjem) је насељено место у општини Требње, регија Југоисточна Словенија, Словенија.

## Историја
До територијалне реорганизације у Словенији био је у саставу старе општине Требње.

## Становништво
У попису становништва из 2011. године, Штефан при Требњу је имао 142 становника.
| Број становника према пописима | Број становника према пописима | Број становника према пописима |
| ------------------------------ | ------------------------------ | ------------------------------ |
| 1991                           | 2002                           | 2011                           |
| 125                            | 146                            | 142                            |

Напомена: До 1955. исказивано под именом Свети Штефан.

## Галерија
- Железничка станица
- Кроз насеље протиче река Теменица